# El hermoso Brummel
El hermoso Brummel  es una película en blanco y negro de Argentina dirigida por Julio Saraceni sobre el guion de Abel Santa Cruz y Manuel M. Alba que se estrenó el 26 de junio de 1951 y que tuvo como protagonistas a Fidel Pintos, Delfy de Ortega, Amadeo Novoa y Susana Campos.

## Sinopsis
Un valet se hace pasar por su señor y debe afrontar en sociedad las dificultades de ese engaño.

## Reparto
- Fidel Pintos ... Simpson, falso Brummel
- Delfy de Ortega ... Elena de Buckingham, alcaldesa de Kinross
- Amadeo Novoa ... George Bryan Brummel, "el hermoso Brummel"
- Susana Campos ... Sonia
- Carlos Barbetti ... Espadaquini
- Carlos Enríquez ... Archivaldo Mortimer
- Julia Sandoval ... Dueña de la posada
- Lucio Deval ... Marcell de Polignac
- Alberto Terrones ... Príncipe de Gales
- Irma Roy ... Isabel
- María Esther Rodrigo ... Presidenta de la Asociación Pro Hospital de Caridad
- Ricardo Legarreta
- Pedro Aleandro ... Iván
- Daniel Tedeschi…Extra
- Mario Pocoví ... Terrorista irlandés
- Julián Bourges ... Jack, el dandy
- Vicente Rubino ... Antoine, el peluquero

## Comentario
La Nación en su nota crítica dijo sobre el filme:

”Discreto entretenimiento… con un solo motivo, hacer reír… ni el director ni los intérpretes pudieron luego brindar más de lo que los libretistas pusieron para su entretenimiento.”